# يهودي لينز
يهودي لينز هو كتاب صدر في عام 1998م، للكاتب الأسترالي كيمبرلي كورنيش، حيث يزعم الكاتب أنّ الفيلسوف النمساوي لودفيج فيتغنشتاين كان له تأثير عميق على أدولف هتلر، عندما كانا تلميذين في مدرسة ريلشول في لينز بالنمسا أوائل القرن العشرين، ويزعم كورنيش أيضًا أنّ فيتغنشتاين كان متورطًا في حلقة التجسّس السوفيتية الخمسة في كامبريدج خلال الحرب العالمية الثانية.

## المحتويات
ملخص
1. كانت مناسبة تحول أدولف هتلر إلى معادٍ للسامية إلى تفاعل تلميذ في لينز، حوالي عام 1904، مع لودفيج فيتغنشتاين.
2. في عشرينيات القرن العشرين، انضم فتغنشتاين إلى الكومنترن.
3. بصفته عضوًا في كلية ترينيتي، وعضوًا في Cambridge Apostles، قام فيتجنشتاين بتجنيد زملائه الرسل جاي بورغيس وكيم فيلبي وأنتوني بلانت وجميع الطلاب في ترينيتي - بالإضافة إلى دونالد ماكلين من قاعة ترينيتي القريبة - للعمل لصالح الاتحاد السوفيتي.
4. كان فيتغنشتاين مسؤولاً عن سر فك شفرة «إنجما» الألمانية التي تم تمريرها إلى جوزيف ستالين، مما أدى في النهاية إلى الهزائم النازية على الجبهة الشرقية وتحرير اليهود الباقين على قيد الحياة من المعسكرات.
5. تنبع كل من خطاب هتلر وفلسفة فيتغنشتاين للغة من التقليد المحكم، والمفتاح الذي تكمن فيه نظرية العقل «اللا ملكية» لفيتجنشتاين، التي وصفها ب.ف. ستراوسون في كتابه الأفراد (1958).

التعليم الحقيقي
استخدم كورنيش صورة مدرسية من المدرسة الثانوية (المدرسة الإعدادية) في لينز، النمسا، على غلاف كتابه. هذا الصبي الموجود في الزاوية العلوية اليمنى هو هتلر بلا منازع (انظر أعلاه على اليمين). يزعم كورنيش أن فتغنشتاين هو الفتى الموجود أسفل اليسار؛ يقول إن وحدة الأدلة الفوتوغرافية التابعة لشرطة فيكتوريا في أستراليا فحصت الصورة وأكدت أنه من «المحتمل للغاية» أن الصبي هو فيتغنشتاين. الحكومة الألمانية ومصادر أمريكية تؤرخ الصورة إلى عام 1901، بعد وصول هتلر إلى المدرسة بقليل، ولكن قبل عامين من تسجيل فيتغنشتاين التحق كل من فيتغنشتاين وهتلر بمدرسة Linz Realschule ، وهي مدرسة حكومية تضم حوالي 300 طالب، وكانا هناك في نفس الوقت فقط من عام 1903 إلى عام 1904، وفقًا لكاتبي السيرة لفيتغنشتاين. بينما كان هتلر يكبر فيتغنشتاين بستة أيام فقط، كانا يفصلان عن صفين في المدرسة.
- كان هتلر يعيد عامًا وكان فيتغنشتاين متقدمًا في السنة.
لا تقتصر أطروحة كورنيش على أن هتلر كان يعرف الشاب فيتغنشتاين فحسب، بل إنه يكرهه، وأن فيتغنشتاين كان على وجه التحديد الصبي اليهودي الوحيد من أيام دراسته المشار إليه في كفاحي. أشارت المطالبة الأخيرة إلى الاقتباس التالي:
وبالمثل لم أجد في المدرسة أي مناسبة يمكن أن تقودني لتغيير هذه الصورة الموروثة. في مدرسة Realschule ، بالتأكيد، قابلت صبيًا يهوديًا واحدًا تعاملنا معه بحذر، ولكن فقط لأن التجارب المختلفة دفعتنا إلى الشك في تقديره ولم نكن نثق به بشكل خاص؛ لكن لم يكن لدي ولا الآخرين أي أفكار حول هذا الموضوع.
- أدولف هتلر، مين كامبف، 1943 ترجمة إنجليزية بواسطة رالف مانهايم يجادل كورنيش كذلك بأن معاداة هتلر للسامية تضمنت إسقاط سمات فتغنشتاين الشاب على الشعب اليهودي كله. كان لفيتجنشتاين ثلاثة أجداد يهود، لكن فيتجنشتاين نفسه، ووالدته ووالده، كانوا من الروم الكاثوليك.
حلقة التجسس «كامبردج فايف»
يجادل كورنيش أيضًا بأن فيتجنشتاين هو المشتبه به الأكثر احتمالاً باعتباره المجند في حلقة التجسس «كامبردج فايف». يقترح المؤلف أن فيتجنشتاين كان مسؤولاً عن تقنية فك التشفير البريطانية لوصول كود إنجما الألماني إلى الجيش الأحمر، وأنه بالتالي مكّن الجيش الأحمر من انتصارات الجيش الأحمر على الجبهة الشرقية التي حررت المعسكرات وأطاحت بالرايخ في النهاية.
يكتب أن الحكومة السوفيتية عرضت على فيتجنشتاين كرسيًا في الفلسفة في ما كان جامعة لينين (قازان) في وقت (خلال التطهير العظيم) عندما كان التوافق الأيديولوجي في أعلى درجاته بين الأكاديميين السوفييت وفُرض بأقسى العقوبات. أراد فيتجنشتاين الهجرة إلى روسيا، أولاً في العشرينات، كما كتب في رسالة إلى بول إنجلمان، ومرة أخرى في الثلاثينيات، إما للعمل كعامل أو كمحاضر في الفلسفة. يجادل كورنيش أنه نظرًا لطبيعة النظام السوفيتي، فإن احتمال أن يُعرض مثل هذا المنصب على فيلسوف غير ماركسي (أو حتى شخص لا تستطيع الحكومة ممارسة أي سيطرة أيديولوجية عليه)، هو أمر غير مرجح في أقصى الحدود.
نظرية عدم الملكية للعقل
تتناول أقسام أخرى من الكتاب نظريات كورنيش حول ما يدعي أنها الجذور المشتركة لفلسفات فيتجنشتاين وهتلر في التصوف، والسحر، ونظرية «عدم الملكية» للعقل. يرى كورنيش أن هذا هو تعميم فيتجنشتاين لرواية آرثر شوبنهاور عن وحدة الإرادة، والتي على الرغم من المظاهر، لا يوجد سوى وصية واحدة تعمل من خلال أجساد جميع المخلوقات. تم تقديم هذه العقيدة، المعممة على كليات عقلية أخرى مثل التفكير، في «مقالات» رالف والدو إيمرسون. كتب كورنيش أن هذا المذهب كان أيضًا من قبل فيلسوف أكسفورد آر جي كولينجوود الذي كان أحد ناخبي فتغنشتاين على كرسيه في كامبريدج. يحاول كورنيش ربط ذلك بحجج فيتجنشتاين ضد فكرة «الخصوصية العقلية» ويقول في الختام «لقد حاولت تحديد مصدر الهولوكوست في تحريف المذاهب الدينية الآرية المبكرة حول الطبيعة النهائية للإنسان». يشير كورنيش أيضًا إلى أن قوى هتلر الخطابية في مخاطبة عقل الجماهير وفلسفة فيتجنشتاين للغة وإنكار الخصوصية العقلية، هي النتائج العملية والنظرية لهذه العقيدة.
استقبال الناس للكتاب
ثبت أن الكتاب مثير للجدل، حيث انتقده المراجعون لربطه بصلات غير مبررة بين أحداث متباينة. كانت الانتقادات الرئيسية هي: أدلة كورنيش مثيرة للجدل. حضر هتلر وفتجنشتاين نفس المدرسة في نفس الوقت، لكن هناك القليل من الأدلة على معرفتهما ببعضهما البعض. لا يوجد دليل على وجود عداء شخصي بينهما، أو أن كراهية هتلر لفيتجنشتاين شكلت مسار معاداة النازية للسامية. على الرغم من ثروة المواد التي ظهرت من أرشيفات الكي جي بي منذ انهيار الاتحاد السوفيتي، لا يوجد دليل على أن فيتجنشتاين كان من بين الجواسيس السوفييت رفيعي المستوى في المملكة المتحدة، أو أنه كان عميلًا سوفيتيًا، أو ذلك. كان لديه تعاطف مع الاتحاد السوفيتي على الإطلاق. كورنيش يسيء تمثيل فكر فتغنشتاين وسياقه الفلسفي، أو ببساطة لا يفهمه. واحدة من القضايا الخلافية الرئيسية هي الادعاء بأن فيتجنشتاين أثار أو ساهم بشكل كبير في معاداة هتلر للسامية أثناء وجودهما في المدرسة معًا. إنها وجهة نظر تحظى ببعض الدعم. وصف البروفيسور البريطاني لورانس غولدشتاين، في كتابه "التفكير الواضح واللويري: تطور فتجنشتاين وعلاقته بالفكر الحديث" (1999)، كتاب كورنيش بأنه مهم، حيث كتب: "لسبب واحد، في Kuk Realschule في لينز، التقى فيتجنشتاين بهتلر وربما كان مصدر إلهام فيه كراهية لليهود أدت في النهاية إلى الهولوكوست. وهذا، بطبيعة الحال، أثر بشكل كبير على ضمير فيتجنشتاين في سنواته الأخيرة... من المحتمل بشكل كبير أن يكون هتلر وفتجنشتاين قد التقيا، وكان لذلك عواقب وخيمة على التاريخ من العالم. " بمراجعة كتاب غولدشتاين نفسه، وصفته ماري ماكجين بأنه حجة قذرة وغير مسؤولة: " مندهش من التراخي المطلق في التفكير الذي يسمح له بتأكيد أنه في نقاط معينة في كفاحي حيث يبدو أن هتلر يحتدم ضد اليهود في بشكل عام، هو الشخص الشاب لودفيج فيتجنشتاين الذي يدور في ذهنه "، ولإشارة إلى أن فيتجنشتاين" ربما ألهم... " كراهية اليهود التي أدت في النهاية إلى الهولوكوست ". إنه بالضبط هذا النوع من القذارة، غير المسؤولة، أسلوب التفكير "المعقول" أن فلسفة فتغنشتاين، من خلال اهتمامها الدقيق بالخاص وعدم قول أكثر أو أقل مما هو مبرر، موجهة ضد.